# Josef Wurda
Josef Wurda (11. Juni 1807 in Raab, Kaiserthum Österreich – 25. April 1875 in Hamburg, Deutsches Reich) war ein österreichischer Opernsänger (Tenor) und Theaterleiter.

## Leben
Wurda hatte eine schöne, klangvolle Tenorstimme, die er ausbilden ließ. Oft beteiligte er sich an Konzerten, die zugereiste Künstler in seiner Vaterstadt gaben. Diese wurden auf seine schöne Stimme aufmerksam und veranlassten den Hofoperdirektor Grafen Wenzel Robert von Gallenberg, sich seiner anzunehmen.
Zuerst unterrichtete ihn Conradin Kreutzer, unter dessen Leitung er den „Licinius“ in der Vestalin studierte, und gefiel bei seinem ersten Auftreten in dieser außerordentlich schwierigen Heldentenorrolle ganz besonders.
Dann nahm er Unterricht bei Giuseppe Ciccimarra (1790–1836) und fand nach vollendeter Ausbildung Engagement in Neustrelitz (1829–1835). Von dort kam er zu Friedrich Ludwig Schmidt nach Hamburg, wo er 1835 bis 184 mit großer Auszeichnung tätig war, und ist es sein Verdienst, dass zwei vorher durchgefallene Bellinische Opern Der Pirat und Norma wieder zu Ehren kamen. Er zeichnete sich durch den Wohllaut und durch einen gefühl- und seelenvollen Vortrag aus. Obwohl ihm vom Großherzog in Neustrelitz ein lebenslängliches Engagement geboten worden war, blieb er in Hamburg und übernahm sogar 1847 mit Chéri Maurice die Direktion des Stadttheaters. Das Revolutionsjahr 1848 war den Theaterunternehmen allerdings nicht günstig.

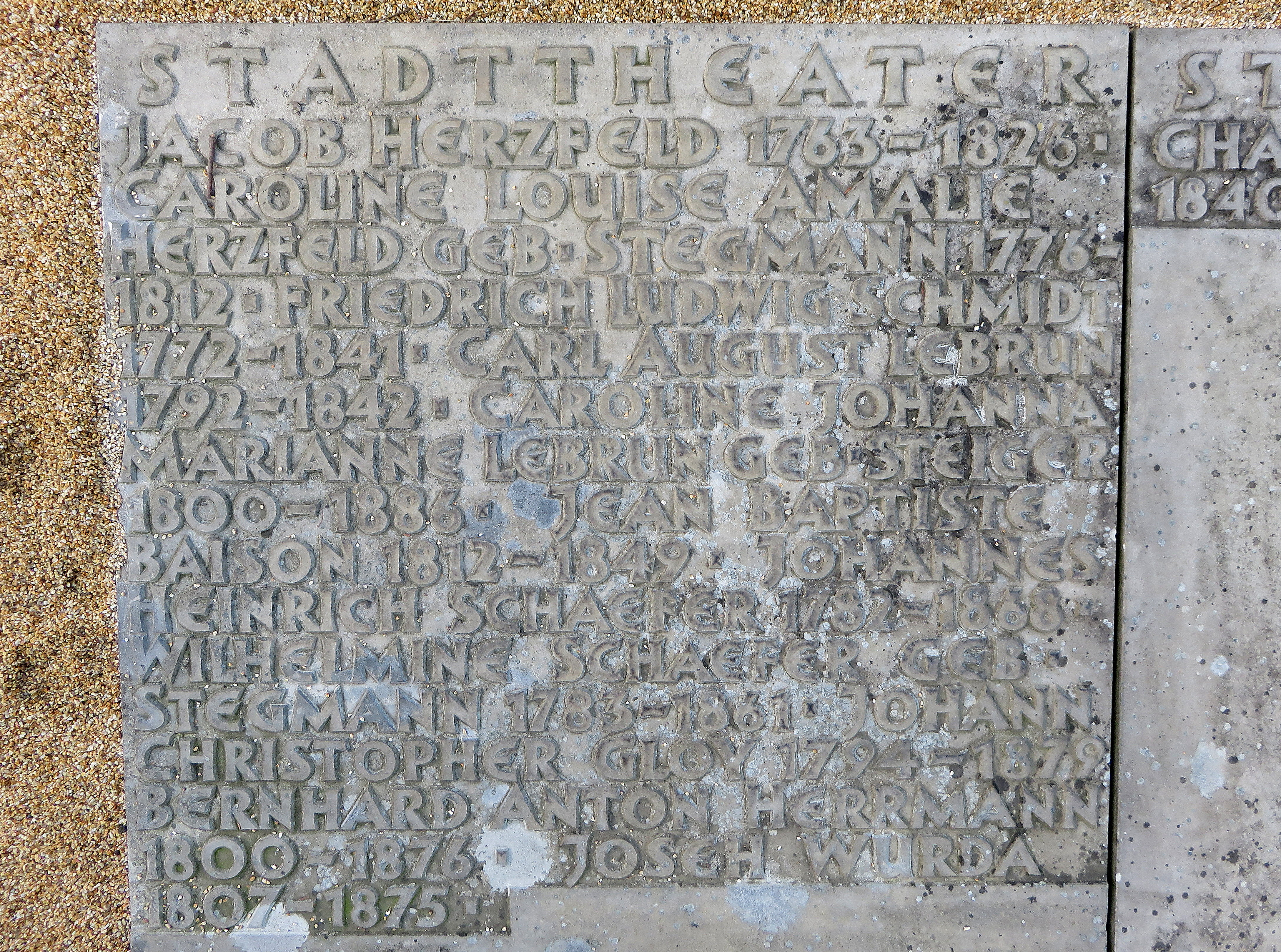
„Josef Wurda“, Sammelgrabmal Stadttheater, Friedhof Ohlsdorf

Wurda hatte auch nachher mit Verlusten zu kämpfen und sah sich im Jahre 1854 genötigt, diese Stelle niederzulegen und dem Komitee der Aktionäre des Stadttheaters abzutreten. Seit dieser Zeit zog er sich von der Öffentlichkeit zurück, ohne aufzuhören, sich für die Kunst zu interessieren und zu begeistern. Er starb am 25. April 1875 in Hamburg an Herzlähmung.
Seine hervorragenden Leistungen, namentlich in lyrischen Partien, wie im Freischütz, Josef in Ägypten, als „Belmonte“, als „Eleazar“ in der Jüdin, oder als „Guido“ in Guido und Ginevra (von Fromental Halévy) gehören der Theatergeschichte Hamburgs an.
Auf dem Ohlsdorfer Friedhof, im Bereich des Althamburgischen Gedächtnisfriedhofs nahe dem Haupteingang des Friedhofs, wird auf dem Sammelgrabmal Stadttheater unter anderen an Josef Wurda erinnert.